# Hideyo Noguchi
Hideyo Noguchi Hideyo Noguchi (野口 英世, Noguchi Hideyo) (Fukushima, 9 de novembro de 1876 – Accra, 21 de maio de 1928) foi um médico bacterologista japonês. Foi o descobridor do agente patógeneo da sífilis em 1911.
Obteve o seu diploma de médico em 1896. Em 1900 trabalhou nos Estados Unidos na área de pesquisa.
Sepultado no Cemitério de Woodlawn.